# Caleb Martin
Caleb Martin (Mocksville, 1995. szeptember 28. –) amerikai kosárlabdázó, a Miami Heat játékosa a National Basketball Associationben (NBA).
Észak-Karolinában nőtt fel, a legendás Oak Hill Academy játékosa volt középiskolában, ikertestvérével Cody Martinnal. Egyetemen az NC State Wolfpack és a Nevada Wolf Pack színeiben játszott, főcsoportja év játékosának és az év elsőévesének választották a 2017–2018-as szezonban.
A 2019-es NBA-draft során egy csapat se választotta ki, de ennek ellenére leszerződtette a Charlotte Hornets. Két évig játszott itt, alig kapott lehetőséget és gyakran még a Greensboro Swarm G-League-csapatba se volt elég jó, 2021-ben felbontották szerződését. 2021-ben, mikor J. Cole kapcsolatba lépett a Miami Heat csapatával azt követően, hogy látta Martint edzeni, a floridai csapat leszerződtette a játékost. Itt kezdett el egyre kiemelkedőbben játszani, a 2023-as főcsoportdöntőre már a Heat és a Boston Celtics elleni párosítás egyik legjobb játékosa volt, második lett az MVP-szavazáson.

## Statisztika

### Egyetem
| Év        | Csapat            | JM  | KM | JP/M | MG%  | 3P%  | BD%  | LP/M | GP/M | L/M | B/M | P/M  |
| --------- | ----------------- | --- | -- | ---- | ---- | ---- | ---- | ---- | ---- | --- | --- | ---- |
| 2014–2015 | NC State Wolfpack | 36  | 1  | 16,6 | .356 | .305 | .695 | 2,9  | 0,7  | 0,3 | 0,3 | 4,8  |
| 2015–2016 | NC State Wolfpack | 33  | 19 | 30,3 | .389 | .361 | .667 | 4,7  | 1,4  | 0,9 | 0,6 | 11,5 |
| 2017–2018 | Nevada Wolf Pack  | 36  | 26 | 33,3 | .454 | .403 | .749 | 5,4  | 2,6  | 1,3 | 0,6 | 18,9 |
| 2018–2019 | Nevada Wolf Pack  | 34  | 33 | 34,1 | .409 | .338 | .732 | 5,1  | 2,8  | 1,4 | 0,8 | 19,2 |
| Karrier   | Karrier           | 139 | 79 | 28,5 | .414 | .359 | .725 | 4,5  | 1,9  | 1,0 | 0,6 | 13,6 |

### NBA

#### Alapszakasz
| Év        | Csapat             | JM  | KM  | JP/M | MG%  | 3P%  | BD%  | LP/M | GP/M | L/M | B/M | P/M  |
| --------- | ------------------ | --- | --- | ---- | ---- | ---- | ---- | ---- | ---- | --- | --- | ---- |
| 2019–2020 | Charlotte Hornets  | 18  | 1   | 17,6 | .440 | .541 | .810 | 2,1  | 1,3  | 0,7 | 0,4 | 6,2  |
| 2020–2021 | Charlotte Hornets  | 53  | 3   | 15,4 | .375 | .248 | .641 | 2,7  | 1,3  | 0,7 | 0,2 | 5,0  |
| 2021–2022 | Miami Heat         | 60  | 12  | 22,9 | .507 | .413 | .763 | 3,8  | 1,1  | 1,0 | 0,5 | 9,2  |
| 2022–2023 | Miami Heat         | 71  | 49  | 29,3 | .464 | .356 | .805 | 4,9  | 1,6  | 1,0 | 0,4 | 9,6  |
| 2023–2024 | Miami Heat         | 64  | 23  | 27,4 | .431 | .349 | .778 | 4,4  | 2,2  | 0,7 | 0,5 | 10,0 |
| 2024–2025 | Philadelphia 76ers | 31  | 24  | 30,4 | .435 | .379 | .622 | 4,4  | 2,2  | 1,1 | 0,6 | 9,1  |
| Karrier   | Karrier            | 297 | 112 | 24,5 | .449 | .359 | .739 | 3,9  | 1,6  | 0,9 | 0,4 | 8,5  |

#### Rájátszás
| Év      | Csapat     | JM | KM | JP/M | MG%  | 3P%  | BD%   | LP/M | GP/M | L/M | B/M | P/M  |
| ------- | ---------- | -- | -- | ---- | ---- | ---- | ----- | ---- | ---- | --- | --- | ---- |
| 2022    | Miami Heat | 17 | 0  | 12,3 | .400 | .303 | .333  | 2,2  | 0,3  | 0,6 | 0,1 | 4,5  |
| 2023    | Miami Heat | 23 | 4  | 30,2 | .529 | .423 | .829  | 5,4  | 1,6  | 0,9 | 0,4 | 12,7 |
| 2024    | Miami Heat | 5  | 5  | 35,1 | .467 | .440 | 1.000 | 3,6  | 1,4  | 0,6 | 0,0 | 11,6 |
| Karrier | Karrier    | 45 | 9  | 24,0 | .489 | .401 | .783  | 4,0  | 1,1  | 0,7 | 0,2 | 9,4  |